# Elvis Bešlagič
Elvis Bešlagič, che dal dicembre 2012 aveva assunto il cognome della moglie, Reese (Jesenice, 4 luglio 1973 – Monaco di Baviera, 24 aprile 2013), è stato un hockeista su ghiaccio e allenatore di hockey su ghiaccio sloveno naturalizzato tedesco.

## Carriera
Fino al 2000 ha giocato in patria, nel massimo campionato sloveno (con Hokejski Klub Jesenice e HDD Olimpija Ljubljana), e nell'Alpenliga. Con i due club fu per sei volte consecutive campione di Slovenia (quattro con la maglia dello Jesenice e due con l'Olimpia).
Dal 2000 in poi ha giocato sempre in Germania, nelle serie minori: dalla 2. Eishockey-Bundesliga, alla Eishockey-Oberliga (terza serie), fino alla quarta e quinta serie.
Nella stagione 2011-2012 Bešlagič fece la sua prima esperienza su una panchina, da allenatore-giocatore del EV Moosburg in quinta serie, che concluse con la promozione, mentre l'anno successivo divenne allenatore a tempo pieno, nell'EHC Waldkraiburg in quarta serie. Fu sollevato dall'incarico nel mese di novembre a causa dei risultati deludenti, e sostituito da Petr Vorisek.
Dal mese di gennaio del 2013 ritornò sul ghiaccio col SE Freising, in quinta serie.

### Nazionale
Dopo le giovanili con la maglia della Jugoslavia, divenne una colonna della Nazionale di hockey su ghiaccio della Slovenia con cui disputò, tra il 1992 ed il 2003, 115 incontri, partecipando ad otto edizioni del campionato del mondo di hockey su ghiaccio, tra il gruppo C e l'élite.

## Vita privata
Sposato con una donna tedesca, ne assunse il cognome, Reese, nel dicembre 2012, dopo la nascita del figlio Liam. Con lei gestiva un centro di fitness a Monaco di Baviera.
Bešlagič morì in circostanze non chiarite il 24 aprile 2013.